# Awali
L'Awali (in arabo نهر الأولي ,‎?, Nahr al-Awalī) è un fiume perenne del Libano meridionale, ubicato a 52 km a sud di Beirut ed a 58 km a nord del confine con Israele. Anticamente noto coi nomi di “Bostrenos” o “Asklepios” (in greco antico) ed “Asclepius” (in latino), sfocia nel Mediterraneo poco a nord della città di Sidone. L'Awali, lungo 48 chilometri (30 miglia), ha origine nell'altopiano libanese dello Chouf, il ramo principale, dal Monte Barouk, ad un'altezza di 1.492 metri (4.895 piedi) ed un suo ramo secondario dal Monte Niha. L'Awali raccoglie le acque da due affluenti, il Fiume Barouk ed il Fiume Aaray ed è conosciuto anche come Fiume Bisri nella sua parte superiore. Ha una portata di 10.1625 mc /s (358.89 cu ft/s), forma uno spartiacque che ha una superficie di circa 294 kmq (114 sq mi). A 13 km ad est di Sidone forma il Lago Joun. L’Awali ed il Lago Joun rientrano nel progetto della Diga Bisri che ha lo scopo di approvvigionare il Libano centrale (città di Jezzine, Marjayoun, Nabatiyeh) di acqua dolce ed il cui finanziamento è stato annullato nel 2020 dalla Banca Mondiale. Il fiume funse da confine tra i regni ellenistici di Egitto (Tolomei) e di Siria (Seleucidi) e costituì la prima tappa del ritiro israeliano d Beirut nel settembre 1982 (operazione militare “Pace in Galilea”).